# 6 Возничего
6 Возничего (лат. 6 Aurigae, HD 31780) — одиночная звезда в созвездии Возничего на расстоянии приблизительно 502 световых лет (около 362 парсеков) от Солнца. Видимая звёздная величина звезды — +6,48m.

## Характеристики
6 Возничего — оранжевый гигант или сверхгигант спектрального класса K4Iab:, или K4I, или K5III. Масса — около 1,17 солнечных, радиус — около 65,48 солнечных, светимость — около 893,103 солнечных. Эффективная температура — около 3899 К.